# Úrkút
Úrkút (tyska: Herrnbrunn) är en ort (by) i provinsen Veszprém i västra Ungern. Orten har 1 874 invånare (2024), på en yta av 20,13 km². Den ligger cirka 7 kilometer sydost om Ajka.